# Newtown (Trinidad y Tobago)
Newtown es una localidad de Trinidad y Tobago, que forma parte de la ciudad de Puerto España.

## Geografía
La localidad abarca parte de la isla Trinidad y limita al norte y este con Puerto España, al sur con Woodbrook y al oeste con St. Clair.

## Demografía
Datos demográficos de la localidad de Newtown:
| Gráfica de evolución demográfica de Newtown entre 2000 y 2011 |
|                                                               |